# Patricia Valle (pintora)
Patricia Angélica Valle Chávez (Santiago de Chile, 21 de julio de 1965) es una pintora, grabadora, dibujante y catedrática chilena que ha incursionado principalmente en el arte figurativo, aunque sus comienzos partieron con el pop-art y el surrealismo.

## Vida y obra
Se graduó de licenciatura en artes de la Universidad de Chile —donde fue alumna de Eduardo Ossandon, Werner Lauterbach, Jaime León, Rodolfo Opazo, Gilda Hernández y Adolfo Couve—, que posteriormente complementó con estudios de serigrafía en el C.R.E.A.R. Montvillargenne; además, estudió licenciatura en artes plásticas en la Universidad de París VII Denis Diderot de Saint Denis.
Su trabajo se caracteriza por «obras irónicas, que mezclaban situaciones y lugares populares con objetos y materiales del pop chileno de los años ochenta». Además, de acuerdo al crítico de arte Waldemar Sommer, en algunos de sus trabajos «desarrolla un bien definido contrapunto entre paisaje y objetos», mientras que en otros, utiliza una estética al estilo historieta.
Exposiciones y distinciones
Ha participado en varias exposiciones individuales y colectivas durante su carrera, entre ellas las muestras Matriz (2001) en el Museo de Arte Contemporáneo de Santiago, Nueva Colección (2002) en el Museo de Arte Moderno de Chiloé, Quinto Salón Sur Nacional de Arte (2005) en el Museo Nacional de Bellas Artes de Chile y Residencia en el Valle (2005) en el Museo de Artes Visuales de Santiago, entre otras exposiciones en Chile, América Latina y Europa.